# Jérôme Phélypeaux, hrabě de Pontchartrain
Jérôme Phélypeaux, hrabě de Pontchartrain (Jérôme Phélypeaux, comte de Pontchartrain et de Maurepas, baron de Reynes et de Île-de-Ré, seigneur de Palluau et Nerviers) (26. března 1674, Paříž – 8. února 1747, Versailles, Francie) byl francouzský státník z doby vlády Ludvíka XIV. Patřil k úřednické šlechtě (noblesse de robe) a byl dlouholetým ministrem námořnictva (1699–1715). Po smrti Ludvíka XIV. byl odvolán a od té doby žil v soukromí. Resort námořnictva později dlouhodobě spravoval jeho syn Jean-Frédéric Phélypeaux, hrabě de Maurepas (1701–1781), který svou kariéru završil za vlády Ludvíka XVI. ve funkci prvního ministra (1776–1781).

## Životopis

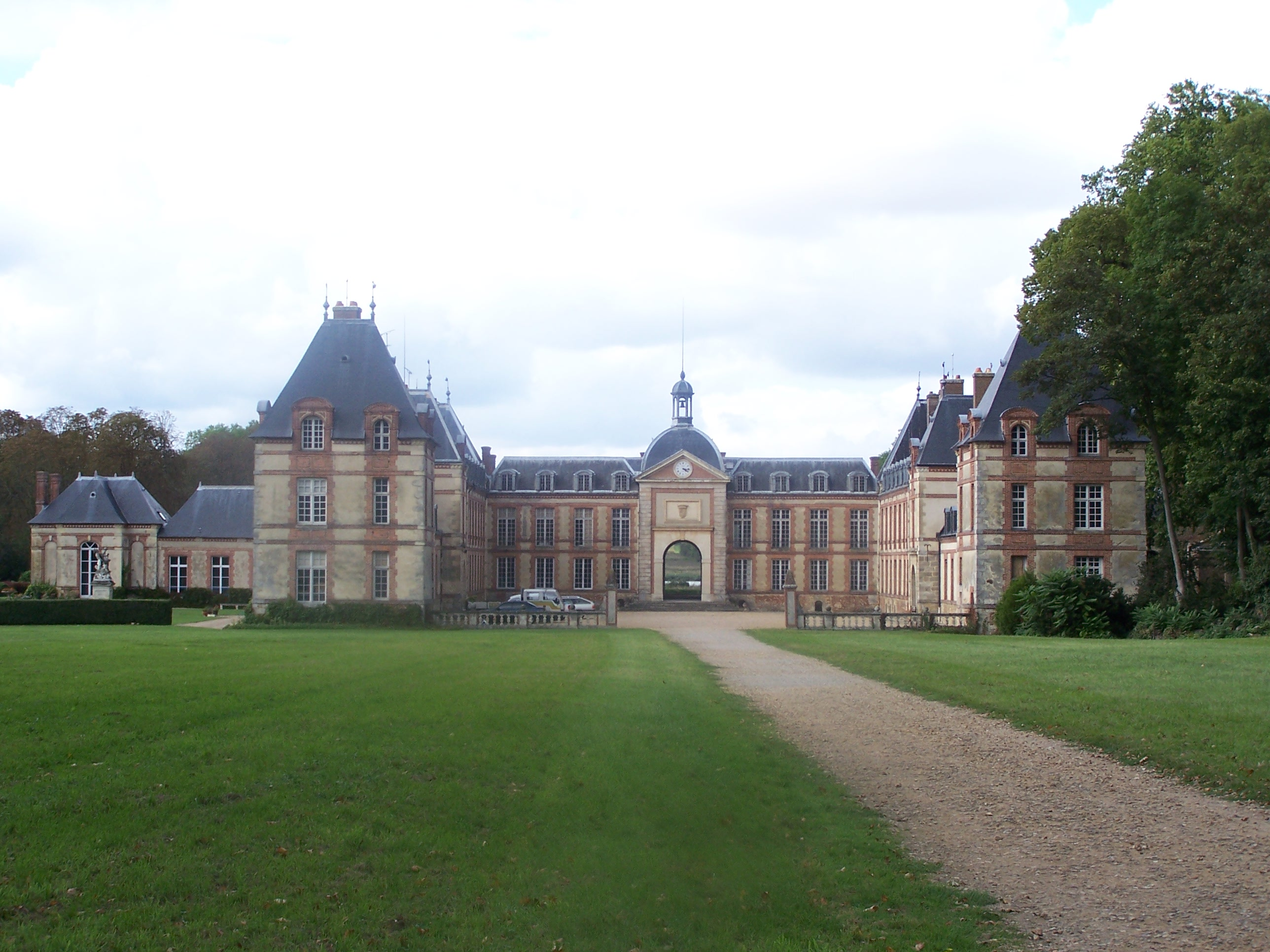
Zámek Château-de-Ponchartrain (region Île-de-France), hlavní rodové sídlo

Pocházel z vlivné šlechtické rodiny Phélypeaux, narodil se v Paříži jako druhorozený syn dlouholetého ministra Louise Phélypeauxe de Pontchartrain (1643–1727). Již v šestnácti letech se stal intendantem v Paříži (1690-1709) a v roce 1693 byl jmenován státním sekretářem s předurčením převzít později úřady po svém otci. V letech 1699–1715 zastával funkce ministra námořnictva a královského domu. Tyto úřady převzal po otci a zatímco předchozí ministři námořnictva z rodu Colbertů usilovali o silné pozice francouzského námořnictva, pod správou Phélyppeauxů došlo k úpadku francouzského loďstva, což bylo patrné zvláště za Jerôma v době války o španělské dědictví. Vina na oslabení loďstva byla Jerômovi přičítána starší literaturou, moderní historiorgrafie ale jeho působení ve funkci přehodnotila. Z titulu funkce ministra královského domu inicioval počátkem 18. století reorganizaci Akademie písemností a krásné literatury, jejímž byl zároveň členem. V roce 1715 byl jako ministr královského domu pověřen uschováním závěti Ludvíka XIV., ale po jeho smrti byl v nemilosti odvolán a na další dění v době regentství již neměl vliv. Funkci ministra námořnictva po něm převzal hrabě Toulouse, nemanželský syn Ludvíka XIV., zatímco ministerstvo královského domu získal Jerômův bratranec Louis Phélypeaux, markýz de La Vrillière (1672–1725).

## Majetek a rodina
Kromě zděděného majetku přikupoval další statky, v roce 1712 koupil panství Chef-Boutonne, v roce 1713 panství Beynes se zříceninou starého hradu a nakonec od rodu Colbertů získal v roce 1715 zámek Châteauneuf-sur-Cher, který později prodal (1739). Stejně jako otec se věnoval zvelebování hlavního rodového sídla, zámku Château de Pontchartrain nedaleko od Versailles.
Byl dvakrát ženatý, poprvé se oženil v roce 1697 s Christine Eléonore z významného rodu de La Rochefoucauld (1681–1708), jeho druhou manželkou byla od roku 1713 Hélène Angélique de l'Aubespine de Verderonne (1690–1770). Z obou manželství měl sedm dětí:
- Marie Françoise Phélypeaux (1698–1701)
- Louis François Phélypeaux, hrabě de Maurepas (1700–1708)
- Jean Frédéric Phélypeaux, hrabě de Maurepas (1701–1781), ministr námořnictva 1723–1749, první ministr 1776–1781
- Paul Jerôme Phélypeaux, markýz de Chef Boutonne (1703–1775), generálporučík
- Charles Henri Phélypeaux (1706–1734), biskup v Blois 1734
- Marie Louise Phélypeaux (1714–1780), manžel 1729 Maximilien de Wattewille, markýz de Conflans
- Madeleine Angélique Phélypeaux (1715–1781), dvorní dáma Marie Leszczyńské, manžel 1730 Louis Jules Mancini-Mazarini, vévoda de Nevers (1716–1798)